# Młynek (Łazy)
Młynek – część miasta Łazy, w Polsce, położona w województwie śląskim, w powiecie zawierciańskim, w gminie Łazy. Do 1955 samodzielna miejscowość, posiadająca w latach 1933–54 własną administrację gromadzką.
Młynek stanowi fizycznie odrębną i zarazem najdalej na południowy wschód wysuniętą cześć Łaz, połączoną z centrum Łaz poprzez nowe osiedle domów jednorodzinnych. Rozpościera się wzdłuż ulicy Młynek i jej przecznic – Brzezina, Kolewrot, Laskowa, Podgórna.

## Historia
Młynek to dawna wieś, od 1867 w gminie Rokitno-Szlacheckie. W latach 1867–1926 należała do powiatu będzińskiego, a od 1927 do zawierciańskiego. W II RP przynależała do woj. kieleckiego. 31 października 1933 gminę Rokitno-Szlacheckie podzielono na 16 gromad. Wieś Młynek utworzyła gromadę o nazwie Młynek w gminie Rokitno-Szlacheckie.
Podczas II wojny światowej włączone do III Rzeszy.
Po wojnie gmina przez bardzo krótki czas zachowała przynależność administracyjną, lecz już 18 sierpnia 1945 roku została wraz z całym powiatem zawierciańskim przyłączona do woj. śląskiego. 1 stycznia 1948 gminę Rokitno-Szlacheckie zniesiono, a z jej obszaru utworzono gminę Łazy z siedzibą w Łazach.
W związku z reformą znoszącą gminy jesienią 1954 roku, dotychczasowe gromady Łazy, Młynek i Głazówka ustanowiły nową gromadę Łazy.
Gromadę Łazy zniesiono już po 15 miesiącach, 1 stycznia 1956, w związku z nadaniem jej statusu osiedla, przez co Młynek utracił samodzielność. 1 stycznia 1967 Łazy otrzymały status miasta, w związku z czym Młynek stał się obszarem miejskim.